# Fàbrica Damm
La Fàbrica Damm, històricament coneguda com a La Bohèmia, és un conjunt arquitectònic que ocupa tota l'illa de cases delimitada pels carrers de Rosselló, Dos de Maig, Cartagena i Còrsega, catalogat com a bé d'interès documental (categoria D). Des del 2007, és una de les seus del Barcelona Acció Musical durant les festivitats de la Mercè.

## Història

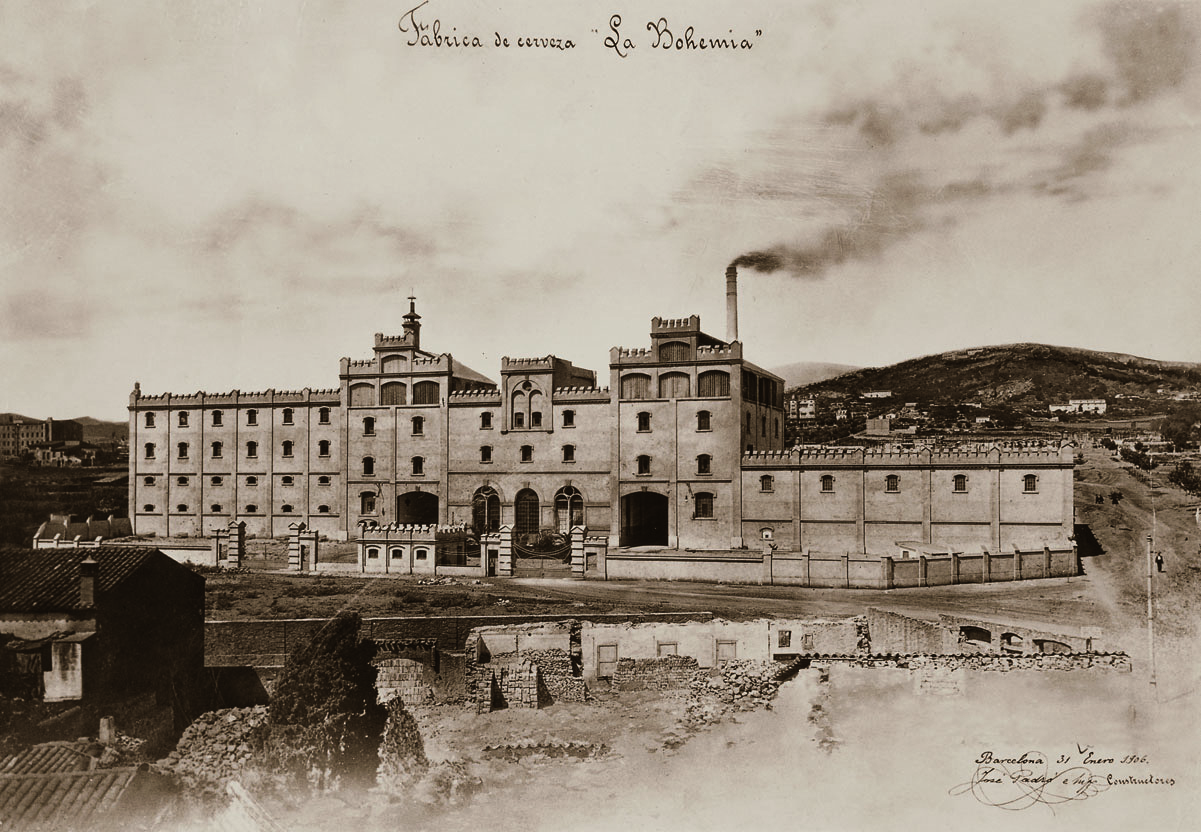
Fàbrica de cervesa La Bohèmia el 1908

A principi del segle xx, cap al 1901 o 1902, es va constituir a Barcelona la societat comanditària Miklas i Musolas, formada per un tècnic cerveser de Bohèmia i el català Joan Musolas, magatzemista de vins, aiguardents i alcohols. La fàbrica de cervesa que portava el nom de «La Bohèmia» i era de l'estil Pilsen (txec Plzeň), d'on era originari Miklas, s'instal·là en un gran edifici al carrer de Rosselló, 515.
El 1903, Milkas abandonà la societat, que passaria a ser Joan Musolas i Cia, societat en comandita. El 1905, la fàbrica de cervesa La Bohèmia va fer un ampliació de capital fins a 2,5 milions de pessetes, i el 1910 s'integrà al grup d'empreses cerveseres Damm SA, format per Fills de J. Damm, Joan Musolas i Cia i Puigjaner i Fabre. Constituït amb un capital de 60.000 pessetes, només els dos primers socis van desemborsar-ne un total de 31.200. El domicili i les oficines de la nova societat eren a la mateixa fàbrica, que amb el temps passaria a ser la principal del grup, i el 1921, Joan Musolas i Cia passà a ser una societat anònima, ampliant-ne el capital de 2,5 a 3 milions de pessetes.
Durant el cop d'estat del 1936 a Barcelona, Benet Pasanau, carreter de l'empresa, juntament amb altres treballadors, muntaren una metralladora al terrat de la fàbrica i s'enfrontaren als insurrectes (segurament dues columnes d'artilleria procedents de les Casernes de Sant Andreu que s'adreçaven cap al centre de la ciutat). El 1937, posteriorment a la seva mort per ferides durant un combat a Casp, es va canviar el nom del carrer de Rogent per carrer de Benito Pasanau.

## Descripció
L'antiga fàbrica manté només les funcions administratives, ja que la producció es va traslladar a un altre indret, i part de les instal·lacions s'han musealitzat. La façana al carrer de Rosselló disposa d'una tanca que dona al pati, des del qual s'accedeix a totes les edificacions, disposades al voltant de l'illa i una altra al mig del pati. La dotzena de volums de diferents mides i funcions es caracteritzen per la imatge d'arquitectura compacta i d'aparença medievalista que li confereixen els merlets de remat de les façanes.
Els edificis perimetrals són els més antics, d'estètica pròpia de l'arquitectura industrial i rematats amb merlets. Tenen entre dues i quatre plantes d'alçada.
L'edifici central, la sala de cocció, és d'estètica pre-racionalista pròpia dels edificis industrials europeus de l'inici del segle xx que van introduir criteris funcionalistes. Això s'expressa molt bé en les línies geomètriques, en les obertures sense ornament i en l'intent d'independitzar l'estructura portant de la pell del volum. Malgrat això encara presenta uns petits detalls decoratius com les geometritzades mènsules en les obertures principals. L'element més destacable de l'antic conjunt industrial, que ocupa l'illa sencera, és la forma acastellada de les façanes. El tractament de l'estucat als paraments plans i de maó de les finestres és propi de l'arquitectura industrial d'aquesta època.
L'edifici de cellers, a la banda nord-oest, és plenament racionalista amb certa dosi de brutalisme al no disposar de cap finestra a carrer i mostrar la totalitat en un sol volum pautat per uns senzills canvis de material. Per acabar, presenta un volum a mode de torre d'homenatge de vuit plantes que segueix l'estètica medievalista amb merlets. Aquests merlets dominen el conjunt i recorden les torres d'homenatge dels castells.
Artísticament cal destacar el mural que inclou el nom de l'empresa i el logo realitzat amb trencadís de ceràmica que ocupa tota l'amplada del xamfrà sud. Un altre element a valorar és la reixa giratòria que tanca el pati del conjunt del carrer, construïda a inicis del segle xxi amb xapes de ferro i que inclou també el nom de l'empresa amb grans lletres seguint les últimes tendències estilístiques. És obra del dissenyador Javier Mariscal.
L'esvelta xemeneia de planta troncocònica sobre una base de planta quadrada de maó vist, es manté com a reflex d'una altra època de gran activitat productiva.